# 塚本光男
塚本 光男（つかもと みつお、1952年（昭和27年）6月25日 - 2018年（平成30年）11月24日）は、日本の政治家。茨城県取手市長（1期、公選 第10代）を務めた。

## 人物・来歴
茨城県出身。1975年3月、千葉商科大学商経学部を卒業した。
1975年4月、株式会社明光商会に入社した。1976年4月、取手市役所に入庁した。市民税課、納税課、人事課、茨城県企画調整課（派遣研修）、都市計画課、取手市立図書館勤務を経て、取手市長選挙に立候補し当選した。再選を狙い2007年の取手市長選挙に立候補するも、藤井信吾に敗れ、1期で引退した。
2018年に死去した。66歳没。2013年頃より膵臓癌を患って闘病生活を送っていた。叙正六位、旭日双光章追贈。
取手市商工会事務局長、日本労働組合総連合会茨城県南地域協議会議長、全日本自治団体労働組合茨城県本部県南ブロック議長、取手市職員組合執行委員長、取手・北相馬地区センター理事長、全日本自治団体労働組合茨城県本部執行委員、茨城県労働金庫理事、中央労働金庫茨城地区本部地区運営理事などを歴任した。